# Джоана Шимкус
Джоана Шимкус (на английски: Joanna Shimkus) е канадска актриса и модел.

## Биография
Джоана Шимкус е родена на 30 октомври 1943 година в Халифакс, Нова Скотия, Канада. Баща и е литовски евреин, а майка и е католичка от ирландски произход. Баща ѝ работи за Кралския канадски флот. Тя посещава манастирско училище и е възпитана в Монреал. Отива в Париж на 19 години, където работи като моден модел. Привлича вниманието на хора от киното търсещи нови таланти.

### Кариера
Дебютира през 1964 г. във филма на Жан Аурел „От любов“ (De l'amour). След това е забелязана от кинорежисьора Робер Енрико, който я избира да участва в три от неговите филми: „Търсачи на приключения“ (Les aventuriers, 1967), където партнира с Ален Делон и Лино Вентура; „Леля Зита“ (Tante Zita, 1968); и „Наричайте ме О“ (Ho!, 1968).
Тя се появи във филма на Джоузеф Лоузи „Бум!“ (Boom!, 1968), където партнира с Елизабет Тейлър и Ричард Бъртън, и „Изгубеният човек“ (The Lost Man, 1969) със Сидни Поатие. Нейната филмова кариера продължава до началото на 1970-те години.

### Личен живот
Джоана Шимкус се омъжва за Сидни Поатие през 1976 г. и имат две дъщери, Аника и Сидни Тамия – която също е актриса. Шимкус има трима внуци; двама от Аника и един от Сидни Тамия.

## Избрана филмография
| Година | Филм                   | Оригинално заглавие | Роля         | Режисьор     |
| ------ | ---------------------- | ------------------- | ------------ | ------------ |
| 1967   | Търсачи на приключения | Les Aventuriers     | Летиция Вайс | Робер Енрико |
| 1968   | Наричайте ме О         | Ho!                 | Бенедикт     | Робер Енрико |